# Tubular Bells
Cet article concerne l'album de Mike Oldfield. Pour l'instrument de musique, voir Carillon tubulaire (traduction de Tubular bells).
Albums de Mike Oldfield
Hergest Ridge
(1974)
Tubular Bells est le premier album du compositeur et musicien britannique Mike Oldfield. Cet album presque entièrement instrumental est un tube et une des plus grosses ventes des années 1970 au Royaume-Uni et le succès fondateur de l'empire Virgin. 
L'ouverture au piano est restée mondialement célèbre pour être le thème bande originale du film d'horreur culte L'Exorciste sorti au cinéma en 1973.

## Historique
Mike Oldfield est âgé de dix-sept ans lorsqu'il entreprend de composer une véritable symphonie rock. Il est alors bassiste et guitariste au sein du groupe The Whole World, qui accompagne Kevin Ayers. Début 1971, il enregistre, sans moyens, une démo où tous les grands thèmes de l'album sont déjà présents, pour la plupart construits et enchaînés. Dans les mois qui suivent, il ne trouve aucune maison de disques prête à publier un album sans paroles chantées ni batterie. À l'automne 1971, Mike rencontre des membres de Virgin Records à l'époque seulement distributeur de disques, en train de démarrer le nouveau studio d'enregistrement The Manor, près d'Oxford et leur soumet sa maquette. Un an plus tard quand le patron de Virgin, Richard Branson, a décidé de lancer le nouveau label discographique, Mike Oldfield est recontacté, signé et admis à enregistrer pendant les jours où le studio n'est pas loué. Il a alors dix-neuf ans.
L'enregistrement est rapide : la première partie est enregistrée en une semaine, l'enregistrement de la seconde partie est réparti irrégulièrement sur plusieurs mois. Quelques mois plus tard, le 25 mai 1973, Tubular Bells est le premier album édité par Virgin, sous le numéro de catalogue V2001. Son énorme succès assure le succès du nouveau label.
Le mardi 29 mai 1973, l'animateur John Peel de la BBC Radio 1 passe toute la face 1 du disque, lors de son émission Top Gear « Cela fait six ans que je présente Top Gear et c'est sans doute un des disques les plus impressionnants que j'ai eu la chance de diffuser, vraiment un disque remarquable ».
Pour lancer le disque, Richard Branson organise, malgré la timidité maladive d'Oldfield, un grand concert, le 25 juin, au Queen Elizabeth Hall (800 places), avec plusieurs musiciens du moment comme Mick Taylor des Rolling Stones. 
En novembre 1973, Mike Oldfield joue son œuvre en « live » dans les studios de la BBC, lui-même à la basse et à la guitare acoustique, en compagnie de Steve Hillage (guitare électrique), Mick Taylor (guitare électrique), Mike Ratledge (claviers), Karl Jenkins (hautbois), son frère Terry Oldfield à la flûte, Fred Frith à la guitare électrique et à la basse, John Greaves (claviers et basse) et Pierre Moerlen aux percussions (glockenspiel, timbales, cloches tubulaires, gongs, cymbales, tam-tam). Suivront de nombreux concerts à travers le monde avec des orchestres de plus en plus importants.
L'œuvre est numérisée en 1998, ré-enregistrée en 2003, trente ans après sa sortie, sous le titre de Tubular Bells 2003, et remastérisée pour une nouvelle version en 2009.
En 2016, Tubular Bells bénéficie d'une nouvelle réédition pour la première fois au format double vinyle Deluxe, édité par Universal Music désormais détenteur des droits de l'œuvre.

## Composition
| No | Titre                 | Durée |
| -- | --------------------- | ----- |
| 1. | Tubular Bells, Part 1 | 25:36 |
| 2. | Tubular Bells, Part 2 | 23:20 |

La composition de Tubular Bells est complexe ; c'est une sorte de « symphonie rock » composée de deux parties.
Les différents thèmes font preuve d'une étonnante diversité, et s'enchaînent pourtant toujours de manière naturelle.
Les atmosphères créées sont elles aussi d'une grande diversité ; en cela, la seconde partie est la plus surprenante : un passage important utilise des guitares lentes et saturées, avec une voix gutturale que l'on pourrait presque apparenter au chant pratiqué dans le death metal près d'une décennie plus tard. Cette seconde partie finit originellement sur un instrumental traditionnel irlandais enjoué, The Sailor's Hornpipe (en) (proche du thème de Popeye) avec un tempo croissant.

## Interprètes
Sur le disque de 1973, Mike Oldfield joue presque de tous les instruments : de plusieurs types de cloches et carillons tubulaires (d'où le titre de l'album), de pianos et d'orgues, de guitares, ainsi que de la basse et de la mandoline).
La symphonie est presque entièrement instrumentale, hormis la présence de chœurs où chante sa sœur Sally, d'un chant guttural sans paroles articulées dans un passage de Part Two ; et la voix de Vivian Stanshall, « maître de cérémonie » annonçant les différents instruments à la fin de Part One :  Grand piano ; reed and pipe organ ; glockenspiel ; bass guitar ; double speed guitar ; two slightly distorted guitars ; mandolin ; spanish guitar and introducing acoustic guitar ; plus tubular bells !.

## Musiciens
- Mike Oldfield : guitares acoustique et électrique, guitare fuzz, guitare espagnole, basse, mandoline, orgue Farfisa, orgue Hammond, orgue Lowrey, grand piano, piano bastringue, glockenspiel, percussions, timbales, cloches tubulaires, flageolet, chant
- Lindsay Cooper : contrebasse
- Jon Field : flûtes
- Sally Oldfield, Mundy Ellis : chant
- Nasal Chorus : chœurs
- Manor Choir : chœurs
- Steve Broughton : batterie
- Vivian Stanshall : maître de cérémonie sur le dernier thème de la face 1 (annonce des instruments)

## Production
- Mike Oldfield : Production, ingénieur
- Simon Heyworth, Tom Newman : Coproducteurs

## Controverses
Christian Vander considère que Mike Oldfield a plagié pour son introduction au piano des éléments du morceau La Dawotsin, qu'il enregistrait avec Magma, au « Manor », à une époque (au cours de l'année 1972 selon lui) où Mike Oldfield assistait aux enregistrements,.
Cependant, l'introduction de Tubular Bells est le premier morceau enregistré par Mike Oldfield à son arrivée au Manoir, le musicien ayant occupé le studio avant lui étant John Cale. Si Mike Oldfield est ensuite resté habiter de nombreux mois au Manoir, son thème introductif et toute la partie 1 du disque étaient alors déjà enregistrés. Par ailleurs, le thème au piano a été composé dès 1971, selon les biographies. Il était présent sur les démos réalisées par le musicien et notamment sur une démo datant de 1972 et publiée en DVD en 2009 dans une édition collector de Tubular Bells.

## Classements et certifications
L'album est disque d'or aux États-Unis, et, en 1975, Mike Oldfield reçoit un Grammy Award de la meilleure composition instrumentale. Entre 15 et 17 millions de copies du disque sont vendues dans le monde.
| Années                        | Charts                            | Meilleure place |
| ----------------------------- | --------------------------------- | --------------- |
| 1973-1975                     | Australie (Kent Music Report)     | 1               |
| 1973-1975                     | Canada (RPM Top Albums)           | 1               |
| 1973-1975                     | États-Unis (Billboard 200)        | 3               |
| 1973-1975                     | France (SNEP)                     | 1               |
| 1973-1975                     | Nouvelle-Zélande (RIANZ)          | 25              |
| 1973-1975                     | Pays-Bas (Mega Album Top 100)     | 2               |
| Royaume-Uni (UK Albums Chart) | 1                                 |                 |
| 2006                          | Espagne (Promusicae)              | 86              |
| 2023                          | Allemagne (Media Control AG)      | 22              |
| 2023                          | Autriche (Ö3 Austria Top 40)      | 67              |
| 2023                          | Belgique (Flandre Ultratop)       | 126             |
| 2023                          | Belgique (Wallonie Ultratop)      | 87              |
| 2023                          | Écosse (OCC)                      | 3               |
| 2023                          | Espagne (Promusicae)              | 13              |
| 2023                          | Pays-Bas (Mega Album Top 100)     | 59              |
| 2023                          | Royaume-Uni (UK Albums Chart)     | 18              |
| 2023                          | Royaume-Uni (Rock & Metal Albums) | 1               |
| 2023                          | Suisse (Schweizer Hitparade)      | 21              |

| Pays                  | Certification | Unités certifiées |
| --------------------- | ------------- | ----------------- |
| Australie (ARIA)      | 3 × Platine   | 210 000           |
| Canada (Music Canada) | 2 × Platine   | 200 000           |
| États-Unis (RIAA)     | Or            | 500 000           |
| France (SNEP)         | Platine       | 450 000           |
| Pays-Bas (NVPI)       | Or            | 50 000            |
| Royaume-Uni (BPI)     | 9 × Platine   | 2 700 000         |
| Suède (GLF)           | Or            | 50 000            |

## Sources
O'Casey, Matt, Tubular Bells: The Mike Oldfield Story (documentaire TV), BBC Four, 11 octobre 2013